# Petr Muk

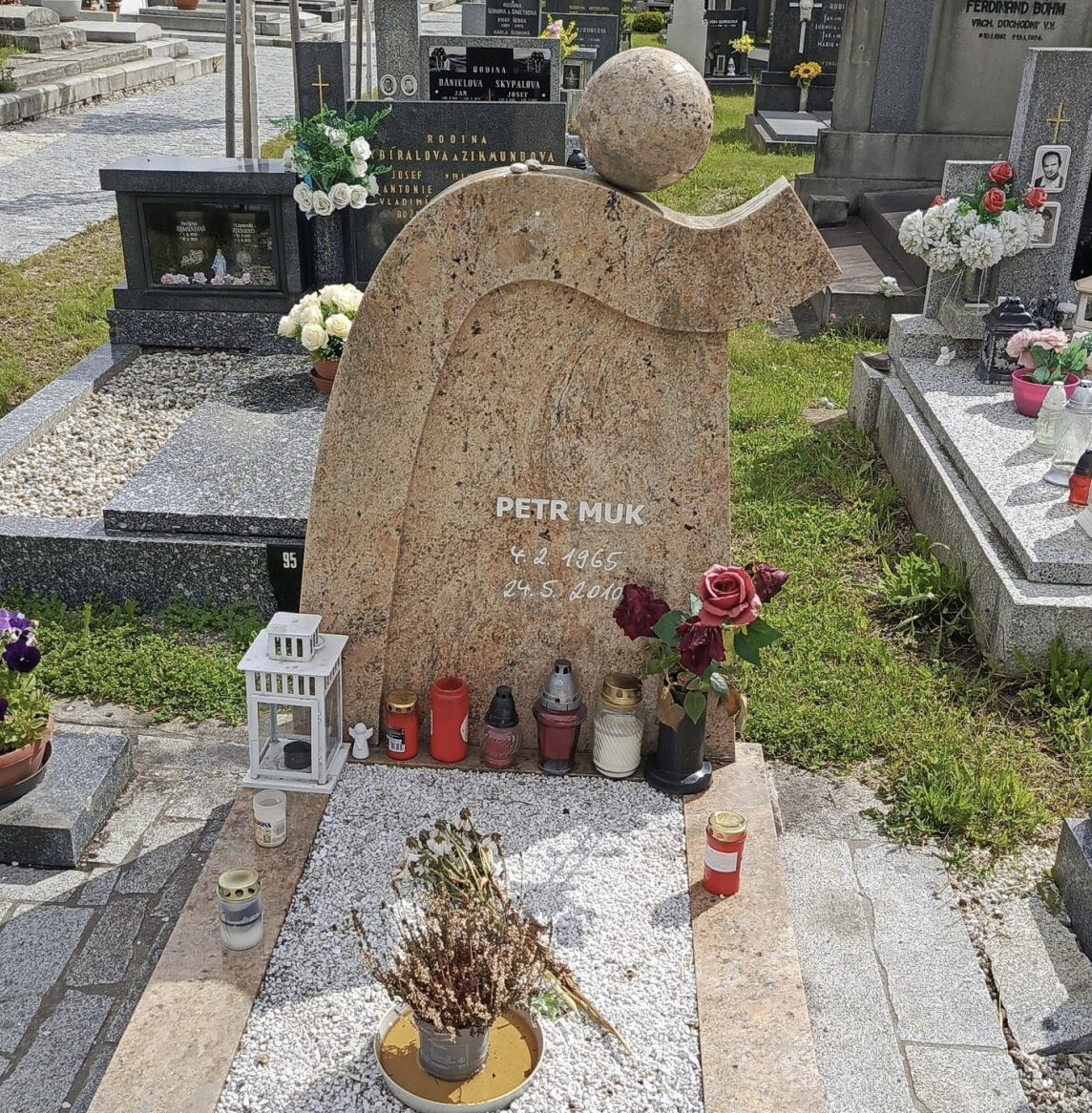
Grób Petra Muka w Českým Krumlovie

Petr Muk (ur. 4 lutego 1965 w Českým Krumlovie, zm. 24 maja 2010 w Pradze) – czeski muzyk i wokalista, frontman grup muzycznych: Oceán i Shalom.

## Dyskografia

### Albumy
- Petr Muk (1997)
- Jizvy lásky (2000)
- Dotyky snu (2002)
- Osud ve dlaních (2005)
- V bludišti dnů (2010)
- Outro (2011)[1][2]

### Minialbumy
- Loď ke hvězdám (1997)
- Oh L’Amour (2004)